# Franz Schuck
Die Schuck Group GmbH mit Sitz in Steinheim am Albuch, Baden-Württemberg ist ein deutsches Familienunternehmen der Armaturen- und Antriebsbauindustrie. Entwickelt, gefertigt und gewartet werden Armaturen, Hauseinführungen, Formstücke und Pipelinezubehör für den Transport und die Verteilung von flüssigen und gasförmigen Medien. Weltweit beschäftigte die Schuck Group GmbH 2023 durchschnittlich 200 Mitarbeiter, bis auf diverse Niederlassungen in China, Indien, Ungarn, Slowakei und England überwiegend in Deutschland. Produziert wird ausschließlich an Firmensitz in Steinheim am Albuch.

## Geschichte
Das Unternehmen wurde von Franz Schuck 1972 in Heidenheim an der Brenz gegründet. 1992 wurde das Dienstleistungsspektrum durch den Kathodischen Korrosionsschutz erweitert. 1996 erwarb und integrierte die Firma Schuck die Produktsparte der Großkugelhähne von dem deutschen Traditionsunternehmen Borsig. Die Produktion wurde von Berlin nach Steinheim verlegt. Heute bilden die Großkugelhähne einen wichtigen Bestandteil des Produktsortiments.
Die Franz Schuck GmbH meldete im Mai 2022 Insolvenz beim Amtsgericht Aalen an. Der Geschäftsbetrieb wurde an die Max Valier GmbH verkauft. Die Investoren firmieren am Standort Steinheim seit November 2022 als Schuck Group GmbH und führen den Geschäftsbetrieb fort.

## Unternehmensstruktur
Das Unternehmen gliedert sich in die Bereiche Transport, Verteilung, Antriebe und Service. Dabei werden alle Verbindungselemente, die im Transport und der Verteilung von Medien wie Gas, Öl, Fernwärme, Biogas und Wasser benötigt werden, entwickelt, gefertigt und gewartet. Zusätzlich werden für den Bereich Strom und Glasfaserkabel Hauseinführungen im bekannten Schuck Baukasten gefertigt.

## Produkte
Kugelhähne, Antriebe für Kugelhähne, Isoliertrennstellen mit patentierter Ringfunkenstrecke, Dehner, Düsen-Rückschlagventile, Überschieber, Anbohr- T-Stücke, Hauseinführungen für Gas (auch H2), Wasser, Strom und TK (Glasfaser / FTTH), Sanierungskapseln, Stahl-PE Übergänge und ein umfangreiches Zubehörsortiment.
Insgesamt umfasst das Sortiment Produkte von DN25 bis DN1400 (1" bis 56") sowie von PN5 bis PN150 (CL900) und höher.

## Schuck Expertblog
Mit dem Schuck Expertblog betreibt die Schuck Group GmbH eine Wissensplattform mit Themen rund um das eigene Produktsortiment und darüber hinaus mit Schwerpunkt auf Hintergrundinformationen wie Baustelleneinsätze, Regelwerke, Tricks und Kniffe bei der Anwendung der Produkte und Anwendervideos.
Die Plattform dient Anwendern zum Wissensaufbau und ergänzt die zahlreichen praktischen Schulungen, die durch Schuckmitarbeiter regelmäßig in der Branche durchgeführt werden.